# The Funeral Pyre
The Funeral Pyre — американская блэк-дэт-метал-группа, основанная в 2001 году, изначально под названием Envilent. В 2002 году было издано EP Whispering to the Shadows. Уже под новым названием группы появился очередной EP October (2003). После чего участники группы Джон Страчан (вокал), Джеймс Джойс (гитара), Даниэлла Джонс (клавишные), Адам Кэмпбелл (бас) и Алекс Хернандез (барабаны) приступили к записи дебютного альбома Immersed by the Flames of Mankind, который был издан своими силами в 2004 году. Через два года появился второй альбом The Nature of Betrayal (2006), который привлёк внимание лейбла Prosthetic Records. В итоге с ними был подписан контракт, а The Nature of Betrayal был переиздан на Prosthetic Records в 2007 году. После тура по США с группами Trivium, Vader и 3 Inches of Blood и некоторых кадровых изменений был издан третий альбом Wounds (2008), вновь на Prosthetic Records.

## Состав

### Текущий состав
- James Joyce — гитара
- Alex Hernandez — ударные
- John Strachan — вокал
- Adam Campbell — бас

### Бывшие участники
- Jason Dunn — гитара
- Daniella Jones — клавишные
- Justin Garcia — гитара
- Lanny Perelman — гитара
- Alex Lopez — гитара

## Дискография
Альбомы
- 2004: Immersed by the Flames of Mankind
- 2006: The Nature of Betrayal[2][3]
- 2008: Wounds[4]
- 2010: Vultures at Dawn[5]

Мини-альбомы
- 2002: Whispering to the Shadows EP
- 2003: October EP
- 2006: The First Book of the Kings (Split EP)
- 2009: December EP
- 2009: The Funeral Pyre/Landmine Marathon (Split EP)